# Thomas A. Wofford

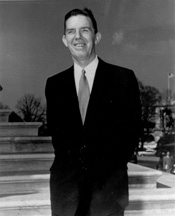
Thomas A. Wofford

Thomas Albert Wofford (* 27. September 1908 in Madden Station, Laurens County, South Carolina; † 25. Februar 1978 in Greenville, South Carolina) war ein US-amerikanischer Politiker, der den Bundesstaat South Carolina im US-Senat vertrat.
Thomas Wofford besuchte die öffentlichen Schulen und machte 1928 seinen Abschluss an der University of South Carolina in Columbia. 1931 folgte das Examen an der Law School in Harvard, woraufhin er im folgenden Jahr in die Anwaltskammer aufgenommen wurde und in Greenville zu praktizieren begann. Von 1935 bis 1936 war er stellvertretender Staatsanwalt des 13. Gerichtsbezirks von South Carolina; zwischen 1937 und 1944 hatte er das Amt des stellvertretenden Distriktstaatsanwalts inne. Er war von 1944 bis 1956 Kuratoriumsmitglied am Winthrop College.
Am 5. April 1956 wurde Wofford von der Demokratischen Partei zum US-Senator berufen. Er trat in Washington die Nachfolge des zurückgetretenen Strom Thurmond an, verblieb aber lediglich bis zum 6. November 1956 im Parlament. Zwischenzeitlich hatte sich Thurmond erneut um die Nominierung seiner Partei beworben und die Vorwahlen für sich entschieden; der Sieg bei der eigentlichen Wahl war damit praktisch gesichert.
Wofford arbeitete danach wieder als Jurist, kehrte aber noch einmal in die Politik zurück. Von 1966 bis 1972 gehörte er dem Senat von South Carolina an, wobei er seine Parteizugehörigkeit geändert hatte und zu den Republikanern übergetreten war.